# 郴州市第一中学
25°47′51″N 113°02′25″E / 25.797438°N 113.040283°E
郴州市第一中学（英語：The 1st High School of Chenzhou）位于湖南省郴州市，为郴州市公立学校，湖南省示范性中学之一。

## 历史
清朝光绪32年（1906年），“郴州官立中学堂”建立，它是郴州一中的前身，建造原因是《壬寅学制》和《癸卯学制》的颁布实施。
民国元年（1912年），“郴州官立中学堂”更名为“郴郡六城联立中学”。
民国3年（1914年），“郴郡六城联立中学”更名为“湖南省第七联合中学”。
民国21年（1932年），“湖南省第七联合中学”更名为“郴郡联立初级中学”。
民国34年（1945年），大日本帝国陆军入侵，学校被迫中止一年多。
民国35年（1946年），“郴郡联立初级中学”更名为“郴郡联立高级中学”。
民国36年（1947年），“郴郡联立高级中学”更名为“郴郡联立中学”。
1949年11月，“郴郡联立中学”和“郴县县立初级中学”合并，建立“郴县区立中学”。
1953年，“郴县区立中学”更名为“郴县第一中学”。
1959年，“郴县第一中学”更名为“郴州市第一完全中学”。

## 学校文化

### 学校精神
砺学力行、超越自我、永争一流

### 校风
德为魂、勤为本、严为经、活为纬

### 教风
厚基础、强能力、活思维

## 历任领导
| 开始时间   | 结束时间   | 校长   | 备注 |
| ---------- | ---------- | ------ | ---- |
| 1906年3月  | 1906年5月  | 金镜蓉 |      |
| 1906年6月  | 1913年     | 查庆绥 |      |
| 1914年     | 1918年     | 邝祥均 |      |
| 1919年1月  | 1919年12月 | 谢芳泽 |      |
| 1920年     | 1920年     | 薛永辉 |      |
| 1920年     | 1920年     | 朱墨林 |      |
| 1921年     | 1923年     | 邓 漪  |      |
| 1924年     | 1925年12月 | 陈希藩 |      |
| 1926年1月  | 1928年6月  | 陈葆清 |      |
| 1928年7月  | 1928年12月 | 唐遇才 |      |
| 1929年1月  | 1929年7月  | 张谟遇 |      |
| 1929年8月  | 1929年12月 | 曹 焯  |      |
| 1930年1月  | 1931年7月  | 邹升恒 |      |
| 1931年8月  | 1941年12月 | 潘宗翰 |      |
| 1942年1月  | 1944年12月 | 欧阳景 |      |
| 1946年8月  | 1949年10月 | 肖文锋 |      |
| 1949年1月  | 1950年5月  | 林生依 |      |
| 1949年12月 | 1952年6月  | 刘耀夫 |      |
| 1952年8月  | 1954年7月  | 刘兆立 |      |
| 1954年7月  | 1955年7月  | 曹田寿 |      |
| 1958年3月  | 1958年7月  | 刘兆立 |      |
| 1961年12月 | 1963年3月  | 李言炳 |      |
| 1972年10月 | 1976年5月  | 张南星 |      |
| 1976年12月 | 1979年5月  | 谭乐安 |      |
| 1979年7月  | 1984年3月  | 黄旭日 |      |
| 1984年3月  | 1990年12月 | 何明琰 |      |
| 1990年12月 | 1993年8月  | 郝清流 |      |
| 1993年8月  | 1995年12月 | 庞世彬 |      |
| 1995年12月 | 1997年8月  | 庞世彬 |      |
| 2000年8月  | 2002年2月  | 黄守芬 |      |
| 2002年2月  | 2009年9月  | 李广林 |      |
| 2010年2月  | 2016年3月  | 曾广清 |      |
| 2016年3月  |            | 郭洪波 |      |

| 开始时间   | 结束时间   | 书记   | 备注 |
| ---------- | ---------- | ------ | ---- |
| 1955年3月  | 1955年7月  | 曹田寿 |      |
| 1958年3月  | 1958年7月  | 刘兆立 |      |
| 1958年9月  | 1964年     | 李言炳 |      |
| 1966年3月  | 1968年12月 | 张尔学 |      |
| 1972年10月 | 1976年5月  | 张南星 |      |
| 1976年12月 | 1979年5月  | 谭乐安 |      |
| 1979年5月  | 1984年8月  | 侯菊华 |      |
| 1985年12月 | 1986年4月  | 何明琰 |      |
| 1986年4月  | 1988年10月 | 蒋美尧 |      |
| 1988年10月 | 1989年4月  | 何明琰 |      |
| 1989年4月  | 1993年8月  | 邓 杰  |      |
| 1993年8月  | 1995年10月 | 庞世彬 |      |
| 1995年10月 | 1997年8月  | 庞世彬 |      |
| 1997年8月  | 2002年2月  | 黄守芬 |      |
| 2002年2月  | 2005年4月  | 邓伟元 |      |
| 2005年4月  | 2009年9月  | 罗晓群 |      |
| 2009年9月  | 2009年12月 | 曾广清 |      |
| 2009年12月 | 2013年5月  | 秦文玲 |      |
| 2017年11月 |            | 郭洪波 |      |

## 著名校友
- 邓中夏，中国共产党早期领导人。[1]
- 廖书仓，五四运动发起人之一。[1]
- 曾中生，鄂豫皖特委书记、军委主席。[1]
- 谭新，工农革命军师参谋长。[1]
- 朱森，地质学家。[1]
- 李涛，中国人民解放军上将。[1]
- 黄士衡，中华民国湖南省教育厅厅长。[1]